# HipHop (транслятор)
HipHop for PHP (HPHPc, букв. HipHop для языка PHP) — транспайлер исходного кода, созданный компанией Meta Platforms и использовавшийся ранее в проектах компании. HipHop программно превращает исходный код, написанный на языке PHP, в оптимизированный код на C++, а затем использует компилятор g++ для его компиляции. HipHop включает в себя транслятор кода, альтернативную реализацию среды выполнения PHP, а также множество наиболее распространённых расширений PHP (англ. PHP Extensions), переписанных на C с целью повышения производительности.
HipHop был создан разработчиками социальной сети Facebook для экономии ресурсов своих серверов. Код было решено выпустить 2 февраля 2010 года в виде открытого ПО. Однако релиз кода был задержан из-за проблем с очисткой исходного кода от специфичных для Facebook расширений. Исходный код проекта стал доступен 20 февраля 2010 года.
Ими же был разработан HPHPi, представляющий собой экспериментальный интерпретатор PHP, предназначенный для отладки и быстрого прототипирования кода, не полностью совместимый с HPHPc. Интерпретатор разрабатывался с целью экономии затрат времени на частую перекомпиляцию программного кода в процессе разработки.

## HHVM
В 2011 году в Meta Platforms (в то время Facebook) была разработана первая версия HHVM — экспериментальной виртуальной машины, на тот момент предназначавшейся для исполнения и JIT-оптимизации PHP-кода. Наличие HHVM, в частности, позволило отказаться от параллельного использования интерпретатора HPHPi (в процессе разработки) и компилятора HPHPc (при эксплуатации). В 2013 году серверы facebook.com были переведены на использование HHVM.
20 марта 2014 года Meta Platforms был официально представлен язык программирования Hack, близкий к PHP и реализованный поверх HHVM, в котором дополнительно введена статическая типизация. Первый вариант спецификации этого языка опубликован 19 февраля 2015 года.
6 января 2015 года был окончен 9-месячный процесс перевода на использование HHVM серверов проекта Wikipedia, в ходе которого была проделана дополнительная работа по доработке HHVM.
В сентябре 2017 года Meta Platforms объявила, что более не ставит своей целью обеспечения совместимости HHVM с PHP (в пользу собственного языка Hack). В том же месяце началась миграция проекта Wikipedia на PHP 7.